# Eini (artist)
Eini (egentligen Eini Hannele Pajumäki), född 29 september 1960 i Pello i Tornedalen, är en finsk sångerska. Hon fick sin första hit 1977 med "Yes Sir, alkaa polttaa", en finskspråkig version av Baccaras "Yes Sir, I Can Boogie". Hon har gjort finskspråkiga versioner även av till exempel "Xanadu", "Hallå hela pressen" ("Haloo hela Finland"), "Ooa hela natten" ("Monta monta yötä") och "Like a Virgin" ("Olen neitsyt").